# Bahnstrecke Paris–Bordeaux
| Zug von Paris über Orléans nach Bourges mit Zweisystemlokomotive der Baureihe BB 26000 am Bahnübergang PN 51 |                      |                                                                                    |                                                                          |
| Verlauf der Bahnstrecke Paris–Bordeaux |                      |                                                                                    |                                                                          |
| Streckennummer (SNCF): | 570 000              |                                                                                    |                                                                          |
| Kursbuchstrecke (SNCF): | 399, 400 und 401     |                                                                                    |                                                                          |
| Streckenlänge: | 584 km               |                                                                                    |                                                                          |
| Spurweite: | 1435 mm (Normalspur) |                                                                                    |                                                                          |
| Stromsystem: | 1,5 kV =             |                                                                                    |                                                                          |
| Streckengeschwindigkeit: | 220 km/h             |                                                                                    |                                                                          |
| Zweigleisigkeit: | durchgehend          |                                                                                    |                                                                          |
| |                      |                                                                                    |                                                                          |
| \| \| 0 \| Paris-Austerlitz \| Paris-Austerlitz \| \| \| 11,2 \| Ringbahn Paris \| Ringbahn Paris \| \| \| \| Bahnstrecke Villeneuve-Saint-Georges–Montargis v. Villeneuve \| \| \| \| 19,0 \| Juvisy \| Juvisy \| \| \| \| Bahnstrecke Villeneuve-Saint-Georges–Montargis n. Montargis \| \| \| \| 31,5 \| Bahnstrecke Brétigny–La Membrolle-sur-Choisille nach Tours \| Bahnstrecke Brétigny–La Membrolle-sur-Choisille nach Tours \| \| \| 55,9 \| Étampes \| Étampes \| \| \| 56,1 \| Bahnstrecke Étampes–Beaune-la-Rolande \| Bahnstrecke Étampes–Beaune-la-Rolande \| \| \| \| Bahnstrecke Étampes–Auneau-Embranchement \| \| \| \| 66,2 \| Guillerval \| Guillerval \| \| \| 69,8 \| Monnerville \| Monnerville \| \| \| 74,4 \| Angerville \| Angerville \| \| \| 80,9 \| Boisseaux \| Boisseaux \| \| \| 88,3 \| Toury \| Toury \| \| \| \| Bahnstrecke Voves–Toury \| \| \| \| 94,4 \| Château-Gaillard \| Château-Gaillard \| \| \| 101,5 \| Artenay \| Artenay \| \| \| 107,6 \| Chevilly (Loiret) \| Chevilly (Loiret) \| \| \| 112,1 \| Cercottes \| Cercottes \| \| \| \| Bahnstrecke Orléans–Malesherbes von Malesherbes \| \| \| \| \| Bahnstrecke Orléans–Montargis von Montargis \| \| \| \| \| \| \| \| \| 118,9 \| Les Aubrais-Orléans \| Les Aubrais-Orléans \| \| \| \| \| \| \| \| \| Bahnstrecke Les Aubrais-Orléans–Montauban-Ville-Bourbon von/nach Limoges \| \| \| \| \| \| \| \| \| 121,1 \| Orléans \| Orléans \| \| \| \| \| \| \| \| 122,4 \| Bahnstrecke Chartres–Orléans nach Chartres \| Bahnstrecke Chartres–Orléans nach Chartres \| \| \| 128,3 \| La Chapelle-Saint-Mesmin \| La Chapelle-Saint-Mesmin \| \| \| 132,0 \| Chaingy-Fourneaux-Plage \| Chaingy-Fourneaux-Plage \| \| \| 135,0 \| Saint-Ay \| Saint-Ay \| \| \| 140,7 \| Meung-sur-Loire \| Meung-sur-Loire \| \| \| 143,4 \| Baule \| Baule \| \| \| 148,2 \| Beaugency \| Beaugency \| \| \| 160,3 \| Mer \| Mer \| \| \| 165,1 \| Suèvres \| Suèvres \| \| \| 170,5 \| Menars \| Menars \| \| \| 175,7 \| La Chaussée-Saint-Victor \| La Chaussée-Saint-Victor \| \| \| \| TLC von Oucques \| \| \| \| 178,9 \| Bahnstrecke Pont-de-Braye–Blois v. Pont-d-Br. ü. Vendôme \| Bahnstrecke Pont-de-Braye–Blois v. Pont-d-Br. ü. Vendôme \| \| \| 179,8 \| Blois \| 100 m \| \| \| \| TLC n. Châteaurenault u. Neung, TELC (elektr.) n. Selles-s-C. \| \| \| \| 189,1 \| Chouzy \| Chouzy \| \| \| 194,9 \| Onzain \| Onzain \| \| \| 199,9 \| Veuves-Monteaux \| Veuves-Monteaux \| \| \| 206,2 \| Limeray \| Limeray \| \| \| 212,2 \| Amboise \| Amboise \| \| \| 218,8 \| Noizay \| Noizay \| \| \| \| Bahnstrecke Sargé-sur-Braye–Vouvray \| \| \| \| \| Tramway (ex VN) von Tours; D 952 (ehem. N 152) \| \| \| \| 224,7 68,4 \| Vouvray \| 60 m \| \| \| 225,2 \| Loire \| Loire \| \| \| 225,5 \| Montlouis \| Montlouis \| \| \| \| \| \| \| \| 227,7 \| LGV Atlantique von Paris Montparnasse und von Bordeaux \| LGV Atlantique von Paris Montparnasse und von Bordeaux \| \| \| \| \| \| \| \| \| Bahnstrecke Vierzon–Saint-Pierre-des-Corps von Vierzon \| \| \| \| 233,0 \| Saint-Pierre-des-Corps \| Saint-Pierre-des-Corps \| \| \| \| \| \| \| \| 235,8 \| Tours \| Tours \| \| \| \| \| \| \| \| \| Bahnstrecke Tours–Le Mans von Le Mans und Vendôme \| \| \| \| \| Bahnstrecke Tours–Saint-Nazaire von Saint-Nazaire \| \| \| \| 237,9 \| Cher \| Cher \| \| \| 240,5 \| Abzw. von Joué-lès-Tours \| Abzw. von Joué-lès-Tours \| \| \| \| Bahnstrecke Sables-d’Olonne–Tours nach Chinon \| \| \| \| 243,6 \| Bahnstrecke Joué-lès-Tours–Châteauroux nach Loches \| Bahnstrecke Joué-lès-Tours–Châteauroux nach Loches \| \| \| 247,0 \| Abzw. Monts LGV Atlantique von Paris Montparnasse \| Abzw. Monts LGV Atlantique von Paris Montparnasse \| \| \| 249,2 \| Monts (Indre-et-Loire) \| Monts (Indre-et-Loire) \| \| \| 251,7 \| Abzw. Monts LGV Sud Europe Atlantique \| Abzw. Monts LGV Sud Europe Atlantique \| \| \| 258,2 \| Villeperdue \| Villeperdue \| \| \| 269,7 \| Sainte-Maure – Noyant \| Sainte-Maure – Noyant \| \| \| 276,1 \| Maillé (Indre-et-Loire) \| Maillé (Indre-et-Loire) \| \| \| 277,2 \| Abzw. von La Celle-Saint-Avant nach Bordeaux \| Abzw. von La Celle-Saint-Avant nach Bordeaux \| \| \| \| von Nouâtre \| \| \| \| 281,1 \| Port-de-Piles \| Port-de-Piles \| \| \| 281,5 \| Creuse \| Creuse \| \| \| \| Bahnstrecke Port-de-Piles–Argenton-sur-Creuse n. Argenton \| \| \| \| 285,5 \| Les Ormes \| Les Ormes \| \| \| 289,3 \| Dangé \| Dangé \| \| \| 297,0 \| Ingrandes (Indre) \| Ingrandes (Indre) \| \| \| 302,2 \| Bahnstrecke Loudun–Châtellerault von Loudoun \| Bahnstrecke Loudun–Châtellerault von Loudoun \| \| \| 303,5 \| Châtellerault \| Châtellerault \| \| \| 304,9 \| Bahnstrecke Châtellerault–Launay nach Launay \| Bahnstrecke Châtellerault–Launay nach Launay \| \| \| 306,2 \| Vienne \| Vienne \| \| \| 308,2 \| Nerpuy \| Nerpuy \| \| \| 311,7 \| Naintré \| Naintré \| \| \| 317,4 \| Beaumont (Vienne) \| Beaumont (Vienne) \| \| \| 320,7 \| Dissay \| Dissay \| \| \| 324,7 \| Jaunay-Clan \| Jaunay-Clan \| \| \| 326,1 \| Futuroscope \| Futuroscope \| \| \| 328,1 \| Chasseneuil \| Chasseneuil \| \| \| \| Bahnstrecke Poitiers à Arçay von Arçay \| \| \| \| 333,1 \| Abzw. Migné-Auxances; LGV Sud Europe Atlantique \| Abzw. Migné-Auxances; LGV Sud Europe Atlantique \| \| \| 336,6 \| Poitiers \| Poitiers \| \| \| 340,8 \| Bahnstrecke Saint-Benoît–La Rochelle-Ville n. La Rochelle \| Bahnstrecke Saint-Benoît–La Rochelle-Ville n. La Rochelle \| \| \| 341,1 \| Bahnstrecke Saint-Benoît–Le Blanc nach Le Blanc \| Bahnstrecke Saint-Benoît–Le Blanc nach Le Blanc \| \| \| 343,8 \| Ligugé \| Ligugé \| \| \| 348,2 \| Iteuil \| Iteuil \| \| \| 356,0 \| Vivonne \| Vivonne \| \| \| 365,2 \| Anché-Voulon \| Anché-Voulon \| \| \| 379,0 \| Épanvilliers \| Épanvilliers \| \| \| \| \| \| \| \| \| Bahnstrecke Lussac-les-Châteaux–Saint-Saviol von Saint-Saviol \| \| \| \| \| \| \| \| \| 388,0 \| Saint-Saviol \| Saint-Saviol \| \| \| 402,1 \| Ruffec \| Ruffec \| \| \| 420,0 \| Charente \| Charente \| \| \| \| Abzw. Juillé; LGV Sud Europe Atlantique von Paris \| \| \| \| 420,3 \| Luxé \| Luxé \| \| \| \| Abzw. Villognon; LGV Sud Europe Atlantique \| \| \| \| \| Bahnstrecke Limoges-Bénédictins–Angoulême von Limoges \| \| \| \| 449,4 \| Angoulême \| Angoulême \| \| \| 449,9 \| Tunnel von Angoulême (779 m) \| Tunnel von Angoulême (779 m) \| \| \| 452,3 \| Bahnstrecke Beillant–Angoulême nach Saintes \| Bahnstrecke Beillant–Angoulême nach Saintes \| \| \| 457,4 \| Abzw. La Couronne; LGV Sud Europe Atlantique nach Bordeaux \| Abzw. La Couronne; LGV Sud Europe Atlantique nach Bordeaux \| \| \| 483,5 \| Montmoreau \| Montmoreau \| \| \| 500,0 \| Chalais \| Chalais \| \| \| \| Bahnstrecke Ribérac–Parcoul-Médillac von Ribérac \| \| \| \| 505,7 \| Parcoul-Médillac \| Parcoul-Médillac \| \| \| 513,9 \| Saint-Aigulin-La-Roche-Chalais \| Saint-Aigulin-La-Roche-Chalais \| \| \| 521,7 \| Les Églisottes \| Les Églisottes \| \| \| 531,0 \| Bahnstrecke Coutras–Tulle von Périgueux \| Bahnstrecke Coutras–Tulle von Périgueux \| \| \| 531,1 \| Coutras \| Coutras \| \| \| 532,6 \| Isle \| Isle \| \| \| \| nach Cavignac \| \| \| \| 533,4 \| Bahnstrecke Cavignac–Coutras nach Cavignac \| Bahnstrecke Cavignac–Coutras nach Cavignac \| \| \| 539,4 \| Saint-Denis-de-Pile \| Saint-Denis-de-Pile \| \| \| \| Bahnstrecke Marcenais–Libourne von Marcenais \| \| \| \| 546,5 \| Bahnstrecke Libourne–Buisson nach Buisson \| Bahnstrecke Libourne–Buisson nach Buisson \| \| \| 547,1 \| Libourne \| Libourne \| \| \| 548,8 \| Dordogne \| Dordogne \| \| \| 556,1 \| Vayres \| Vayres \| \| \| 561,6 \| Saint-Sulpice-Izon \| Saint-Sulpice-Izon \| \| \| 565,0 \| Saint-Loubès \| Saint-Loubès \| \| \| 568,8 \| Bahnstrecke Chartres–Bordeaux von Saintes \| Bahnstrecke Chartres–Bordeaux von Saintes \| \| \| 570,1 \| LGV Sud Europe Atlantique von Paris \| LGV Sud Europe Atlantique von Paris \| \| \| 570,5 \| La Gorp \| La Gorp \| \| \| \| Bahnstrecke Bassens–Le Bec-d'Ambès zum Hafen Bordeaux \| \| \| \| 574,6 \| Bassens \| Bassens \| \| \| 579,6 \| Bahnstrecke Chartres–Bordeaux \| Bahnstrecke Chartres–Bordeaux \| \| \| 580,0 \| Cenon \| Cenon \| \| \| 583,1 \| Garonne \| Garonne \| \| \| 583,8 \| Bordeaux-Saint-Jean \| Bordeaux-Saint-Jean \| \| \| \| \| \| \| \| \| Bahnstrecke Bordeaux–Sète nach Toulouse und Bahnstrecke Bordeaux–Irun nach Bayonne \| \| |                      |                                                                                    |                                                                          |
| Kopfbahnhof Streckenanfang | 0                    | Paris-Austerlitz                                                                   | Paris-Austerlitz                                                         |
| Kreuzung geradeaus oben (Querstrecke außer Betrieb) | 11,2                 | Ringbahn Paris                                                                     | Ringbahn Paris                                                           |
| Abzweig geradeaus und von links |                      | Bahnstrecke Villeneuve-Saint-Georges–Montargis v. Villeneuve                       | Bahnstrecke Villeneuve-Saint-Georges–Montargis v. Villeneuve             |
| Bahnhof | 19,0                 | Juvisy                                                                             | Juvisy                                                                   |
| Abzweig geradeaus und nach links |                      | Bahnstrecke Villeneuve-Saint-Georges–Montargis n. Montargis                        | Bahnstrecke Villeneuve-Saint-Georges–Montargis n. Montargis              |
| Abzweig geradeaus und von rechts | 31,5                 | Bahnstrecke Brétigny–La Membrolle-sur-Choisille nach Tours                         | Bahnstrecke Brétigny–La Membrolle-sur-Choisille nach Tours               |
| Bahnhof | 55,9                 | Étampes                                                                            | Étampes                                                                  |
| Abzweig geradeaus und nach links | 56,1                 | Bahnstrecke Étampes–Beaune-la-Rolande                                              | Bahnstrecke Étampes–Beaune-la-Rolande                                    |
| Abzweig geradeaus und nach rechts |                      | Bahnstrecke Étampes–Auneau-Embranchement                                           | Bahnstrecke Étampes–Auneau-Embranchement                                 |
| Haltepunkt / Haltestelle | 66,2                 | Guillerval                                                                         | Guillerval                                                               |
| Haltepunkt / Haltestelle | 69,8                 | Monnerville                                                                        | Monnerville                                                              |
| Haltepunkt / Haltestelle | 74,4                 | Angerville                                                                         | Angerville                                                               |
| Haltepunkt / Haltestelle | 80,9                 | Boisseaux                                                                          | Boisseaux                                                                |
| Haltepunkt / Haltestelle | 88,3                 | Toury                                                                              | Toury                                                                    |
| Abzweig geradeaus und nach rechts |                      | Bahnstrecke Voves–Toury                                                            | Bahnstrecke Voves–Toury                                                  |
| Haltepunkt / Haltestelle | 94,4                 | Château-Gaillard                                                                   | Château-Gaillard                                                         |
| Haltepunkt / Haltestelle | 101,5                | Artenay                                                                            | Artenay                                                                  |
| Haltepunkt / Haltestelle | 107,6                | Chevilly (Loiret)                                                                  | Chevilly (Loiret)                                                        |
| Haltepunkt / Haltestelle | 112,1                | Cercottes                                                                          | Cercottes                                                                |
| Abzweig geradeaus und ehemals von links |                      | Bahnstrecke Orléans–Malesherbes von Malesherbes                                    | Bahnstrecke Orléans–Malesherbes von Malesherbes                          |
| Abzweig geradeaus und ehemals von links |                      | Bahnstrecke Orléans–Montargis von Montargis                                        | Bahnstrecke Orléans–Montargis von Montargis                              |
| |                      |                                                                                    |                                                                          |
| Bahnhof | 118,9                | Les Aubrais-Orléans                                                                | Les Aubrais-Orléans                                                      |
| |                      |                                                                                    |                                                                          |
| Strecke geradeaus, nach links und von links · Strecke quer |                      | Bahnstrecke Les Aubrais-Orléans–Montauban-Ville-Bourbon von/nach Limoges           | Bahnstrecke Les Aubrais-Orléans–Montauban-Ville-Bourbon von/nach Limoges |
| |                      |                                                                                    |                                                                          |
| Strecke nach links und von links · Kopfbahnhof Streckenende und quer | 121,1                | Orléans                                                                            | Orléans                                                                  |
| |                      |                                                                                    |                                                                          |
| Abzweig geradeaus und ehemals nach rechts | 122,4                | Bahnstrecke Chartres–Orléans nach Chartres                                         | Bahnstrecke Chartres–Orléans nach Chartres                               |
| Haltepunkt / Haltestelle | 128,3                | La Chapelle-Saint-Mesmin                                                           | La Chapelle-Saint-Mesmin                                                 |
| Haltepunkt / Haltestelle | 132,0                | Chaingy-Fourneaux-Plage                                                            | Chaingy-Fourneaux-Plage                                                  |
| Haltepunkt / Haltestelle | 135,0                | Saint-Ay                                                                           | Saint-Ay                                                                 |
| Haltepunkt / Haltestelle | 140,7                | Meung-sur-Loire                                                                    | Meung-sur-Loire                                                          |
| Haltepunkt / Haltestelle | 143,4                | Baule                                                                              | Baule                                                                    |
| Haltepunkt / Haltestelle | 148,2                | Beaugency                                                                          | Beaugency                                                                |
| Haltepunkt / Haltestelle | 160,3                | Mer                                                                                | Mer                                                                      |
| Haltepunkt / Haltestelle | 165,1                | Suèvres                                                                            | Suèvres                                                                  |
| Haltepunkt / Haltestelle | 170,5                | Menars                                                                             | Menars                                                                   |
| Haltepunkt / Haltestelle | 175,7                | La Chaussée-Saint-Victor                                                           | La Chaussée-Saint-Victor                                                 |
| U-Bahn-Strecke quer · Kreuzung geradeaus oben · U-Bahn-Abzweig quer und von links (Strecke außer Betrieb) |                      | TLC von Oucques                                                                    | TLC von Oucques                                                          |
| Abzweig geradeaus und ehemals von rechts · U-Bahn-Strecke | 178,9                | Bahnstrecke Pont-de-Braye–Blois v. Pont-d-Br. ü. Vendôme                           | Bahnstrecke Pont-de-Braye–Blois v. Pont-d-Br. ü. Vendôme                 |
| Bahnhof · U-Bahn-Bahnhof | 179,8                | Blois                                                                              | 100 m                                                                    |
| U-Bahn-Abzweig quer und nach links (Strecke außer Betrieb) · U-Bahn-Strecke quer · Kreuzung · U-Bahn-Abzweig nach links und nach rechts (Strecke außer Betrieb) |                      | TLC n. Châteaurenault u. Neung, TELC (elektr.) n. Selles-s-C.                      | TLC n. Châteaurenault u. Neung, TELC (elektr.) n. Selles-s-C.            |
| Haltepunkt / Haltestelle | 189,1                | Chouzy                                                                             | Chouzy                                                                   |
| Haltepunkt / Haltestelle | 194,9                | Onzain                                                                             | Onzain                                                                   |
| Haltepunkt / Haltestelle | 199,9                | Veuves-Monteaux                                                                    | Veuves-Monteaux                                                          |
| Haltepunkt / Haltestelle | 206,2                | Limeray                                                                            | Limeray                                                                  |
| Bahnhof | 212,2                | Amboise                                                                            | Amboise                                                                  |
| Haltepunkt / Haltestelle | 218,8                | Noizay                                                                             | Noizay                                                                   |
| Abzweig geradeaus und ehemals von rechts |                      | Bahnstrecke Sargé-sur-Braye–Vouvray                                                | Bahnstrecke Sargé-sur-Braye–Vouvray                                      |
| U-Bahn-Strecke von rechts (außer Betrieb) |                      | Tramway (ex VN) von Tours; D 952 (ehem. N 152)                                     | Tramway (ex VN) von Tours; D 952 (ehem. N 152)                           |
| U-Bahn-Kopfbahnhof Streckenende · ehemaliger Bahnhof | 224,7 68,4           | Vouvray                                                                            | 60 m                                                                     |
| Brücke über Wasserlauf | 225,2                | Loire                                                                              | Loire                                                                    |
| Haltepunkt / Haltestelle | 225,5                | Montlouis                                                                          | Montlouis                                                                |
| |                      |                                                                                    |                                                                          |
| Kreuzung geradeaus unten | 227,7                | LGV Atlantique von Paris Montparnasse und von Bordeaux                             | LGV Atlantique von Paris Montparnasse und von Bordeaux                   |
| |                      |                                                                                    |                                                                          |
| Abzweig geradeaus und von links |                      | Bahnstrecke Vierzon–Saint-Pierre-des-Corps von Vierzon                             | Bahnstrecke Vierzon–Saint-Pierre-des-Corps von Vierzon                   |
| Bahnhof | 233,0                | Saint-Pierre-des-Corps                                                             | Saint-Pierre-des-Corps                                                   |
| |                      |                                                                                    |                                                                          |
| Kopfbahnhof Streckenanfang und quer · Abzweig nach rechts und von rechts | 235,8                | Tours                                                                              | Tours                                                                    |
| |                      |                                                                                    |                                                                          |
| Abzweig geradeaus und nach rechts |                      | Bahnstrecke Tours–Le Mans von Le Mans und Vendôme                                  | Bahnstrecke Tours–Le Mans von Le Mans und Vendôme                        |
| Abzweig geradeaus und nach rechts |                      | Bahnstrecke Tours–Saint-Nazaire von Saint-Nazaire                                  | Bahnstrecke Tours–Saint-Nazaire von Saint-Nazaire                        |
| Brücke über Wasserlauf | 237,9                | Cher                                                                               | Cher                                                                     |
| Abzweig geradeaus und nach rechts | 240,5                | Abzw. von Joué-lès-Tours                                                           | Abzw. von Joué-lès-Tours                                                 |
| Strecke |                      | Bahnstrecke Sables-d’Olonne–Tours nach Chinon                                      | Bahnstrecke Sables-d’Olonne–Tours nach Chinon                            |
| Kreuzung geradeaus unten | 243,6                | Bahnstrecke Joué-lès-Tours–Châteauroux nach Loches                                 | Bahnstrecke Joué-lès-Tours–Châteauroux nach Loches                       |
| Abzweig geradeaus und ehemals von links · Abzweig ehemals quer und von links | 247,0                | Abzw. Monts LGV Atlantique von Paris Montparnasse                                  | Abzw. Monts LGV Atlantique von Paris Montparnasse                        |
| Haltepunkt / Haltestelle | 249,2                | Monts (Indre-et-Loire)                                                             | Monts (Indre-et-Loire)                                                   |
| Abzweig geradeaus und nach links | 251,7                | Abzw. Monts LGV Sud Europe Atlantique                                              | Abzw. Monts LGV Sud Europe Atlantique                                    |
| Haltepunkt / Haltestelle | 258,2                | Villeperdue                                                                        | Villeperdue                                                              |
| Haltepunkt / Haltestelle | 269,7                | Sainte-Maure – Noyant                                                              | Sainte-Maure – Noyant                                                    |
| Haltepunkt / Haltestelle | 276,1                | Maillé (Indre-et-Loire)                                                            | Maillé (Indre-et-Loire)                                                  |
| Kreuzung geradeaus unten | 277,2                | Abzw. von La Celle-Saint-Avant nach Bordeaux                                       | Abzw. von La Celle-Saint-Avant nach Bordeaux                             |
| Abzweig geradeaus und ehemals von rechts |                      | von Nouâtre                                                                        | von Nouâtre                                                              |
| Haltepunkt / Haltestelle | 281,1                | Port-de-Piles                                                                      | Port-de-Piles                                                            |
| Brücke über Wasserlauf | 281,5                | Creuse                                                                             | Creuse                                                                   |
| Abzweig geradeaus und ehemals nach links |                      | Bahnstrecke Port-de-Piles–Argenton-sur-Creuse n. Argenton                          | Bahnstrecke Port-de-Piles–Argenton-sur-Creuse n. Argenton                |
| Haltepunkt / Haltestelle | 285,5                | Les Ormes                                                                          | Les Ormes                                                                |
| Haltepunkt / Haltestelle | 289,3                | Dangé                                                                              | Dangé                                                                    |
| Haltepunkt / Haltestelle | 297,0                | Ingrandes (Indre)                                                                  | Ingrandes (Indre)                                                        |
| Abzweig geradeaus und von rechts | 302,2                | Bahnstrecke Loudun–Châtellerault von Loudoun                                       | Bahnstrecke Loudun–Châtellerault von Loudoun                             |
| Bahnhof | 303,5                | Châtellerault                                                                      | Châtellerault                                                            |
| Abzweig geradeaus und nach links | 304,9                | Bahnstrecke Châtellerault–Launay nach Launay                                       | Bahnstrecke Châtellerault–Launay nach Launay                             |
| Brücke über Wasserlauf | 306,2                | Vienne                                                                             | Vienne                                                                   |
| Haltepunkt / Haltestelle | 308,2                | Nerpuy                                                                             | Nerpuy                                                                   |
| Haltepunkt / Haltestelle | 311,7                | Naintré                                                                            | Naintré                                                                  |
| Haltepunkt / Haltestelle | 317,4                | Beaumont (Vienne)                                                                  | Beaumont (Vienne)                                                        |
| Haltepunkt / Haltestelle | 320,7                | Dissay                                                                             | Dissay                                                                   |
| Haltepunkt / Haltestelle | 324,7                | Jaunay-Clan                                                                        | Jaunay-Clan                                                              |
| Bahnhof | 326,1                | Futuroscope                                                                        | Futuroscope                                                              |
| Haltepunkt / Haltestelle | 328,1                | Chasseneuil                                                                        | Chasseneuil                                                              |
| Abzweig geradeaus und ehemals von rechts |                      | Bahnstrecke Poitiers à Arçay von Arçay                                             | Bahnstrecke Poitiers à Arçay von Arçay                                   |
| Abzweig geradeaus und von rechts | 333,1                | Abzw. Migné-Auxances; LGV Sud Europe Atlantique                                    | Abzw. Migné-Auxances; LGV Sud Europe Atlantique                          |
| Bahnhof | 336,6                | Poitiers                                                                           | Poitiers                                                                 |
| Abzweig geradeaus und nach rechts | 340,8                | Bahnstrecke Saint-Benoît–La Rochelle-Ville n. La Rochelle                          | Bahnstrecke Saint-Benoît–La Rochelle-Ville n. La Rochelle                |
| Abzweig geradeaus und nach links | 341,1                | Bahnstrecke Saint-Benoît–Le Blanc nach Le Blanc                                    | Bahnstrecke Saint-Benoît–Le Blanc nach Le Blanc                          |
| Haltepunkt / Haltestelle | 343,8                | Ligugé                                                                             | Ligugé                                                                   |
| Haltepunkt / Haltestelle | 348,2                | Iteuil                                                                             | Iteuil                                                                   |
| Haltepunkt / Haltestelle | 356,0                | Vivonne                                                                            | Vivonne                                                                  |
| Haltepunkt / Haltestelle | 365,2                | Anché-Voulon                                                                       | Anché-Voulon                                                             |
| Haltepunkt / Haltestelle | 379,0                | Épanvilliers                                                                       | Épanvilliers                                                             |
| |                      |                                                                                    |                                                                          |
| Abzweig geradeaus und ehemals von links |                      | Bahnstrecke Lussac-les-Châteaux–Saint-Saviol von Saint-Saviol                      | Bahnstrecke Lussac-les-Châteaux–Saint-Saviol von Saint-Saviol            |
| |                      |                                                                                    |                                                                          |
| Haltepunkt / Haltestelle | 388,0                | Saint-Saviol                                                                       | Saint-Saviol                                                             |
| Haltepunkt / Haltestelle | 402,1                | Ruffec                                                                             | Ruffec                                                                   |
| Brücke über Wasserlauf | 420,0                | Charente                                                                           | Charente                                                                 |
| Kreuzung geradeaus unten |                      | Abzw. Juillé; LGV Sud Europe Atlantique von Paris                                  | Abzw. Juillé; LGV Sud Europe Atlantique von Paris                        |
| Haltepunkt / Haltestelle | 420,3                | Luxé                                                                               | Luxé                                                                     |
| Kreuzung geradeaus unten |                      | Abzw. Villognon; LGV Sud Europe Atlantique                                         | Abzw. Villognon; LGV Sud Europe Atlantique                               |
| Abzweig geradeaus und von links |                      | Bahnstrecke Limoges-Bénédictins–Angoulême von Limoges                              | Bahnstrecke Limoges-Bénédictins–Angoulême von Limoges                    |
| Bahnhof | 449,4                | Angoulême                                                                          | Angoulême                                                                |
| Tunnel | 449,9                | Tunnel von Angoulême (779 m)                                                       | Tunnel von Angoulême (779 m)                                             |
| Abzweig geradeaus und nach rechts | 452,3                | Bahnstrecke Beillant–Angoulême nach Saintes                                        | Bahnstrecke Beillant–Angoulême nach Saintes                              |
| Abzweig geradeaus und nach rechts | 457,4                | Abzw. La Couronne; LGV Sud Europe Atlantique nach Bordeaux                         | Abzw. La Couronne; LGV Sud Europe Atlantique nach Bordeaux               |
| Haltepunkt / Haltestelle | 483,5                | Montmoreau                                                                         | Montmoreau                                                               |
| Haltepunkt / Haltestelle | 500,0                | Chalais                                                                            | Chalais                                                                  |
| Abzweig geradeaus und ehemals von links |                      | Bahnstrecke Ribérac–Parcoul-Médillac von Ribérac                                   | Bahnstrecke Ribérac–Parcoul-Médillac von Ribérac                         |
| ehemaliger Bahnhof | 505,7                | Parcoul-Médillac                                                                   | Parcoul-Médillac                                                         |
| Haltepunkt / Haltestelle | 513,9                | Saint-Aigulin-La-Roche-Chalais                                                     | Saint-Aigulin-La-Roche-Chalais                                           |
| Haltepunkt / Haltestelle | 521,7                | Les Églisottes                                                                     | Les Églisottes                                                           |
| Abzweig geradeaus und von links | 531,0                | Bahnstrecke Coutras–Tulle von Périgueux                                            | Bahnstrecke Coutras–Tulle von Périgueux                                  |
| Bahnhof | 531,1                | Coutras                                                                            | Coutras                                                                  |
| Brücke über Wasserlauf | 532,6                | Isle                                                                               | Isle                                                                     |
| Abzweig geradeaus und ehemals nach rechts |                      | nach Cavignac                                                                      | nach Cavignac                                                            |
| Abzweig geradeaus und ehemals nach rechts | 533,4                | Bahnstrecke Cavignac–Coutras nach Cavignac                                         | Bahnstrecke Cavignac–Coutras nach Cavignac                               |
| Haltepunkt / Haltestelle | 539,4                | Saint-Denis-de-Pile                                                                | Saint-Denis-de-Pile                                                      |
| Abzweig geradeaus und ehemals von rechts |                      | Bahnstrecke Marcenais–Libourne von Marcenais                                       | Bahnstrecke Marcenais–Libourne von Marcenais                             |
| Abzweig geradeaus und von links | 546,5                | Bahnstrecke Libourne–Buisson nach Buisson                                          | Bahnstrecke Libourne–Buisson nach Buisson                                |
| Bahnhof | 547,1                | Libourne                                                                           | Libourne                                                                 |
| Brücke über Wasserlauf | 548,8                | Dordogne                                                                           | Dordogne                                                                 |
| Haltepunkt / Haltestelle | 556,1                | Vayres                                                                             | Vayres                                                                   |
| Haltepunkt / Haltestelle | 561,6                | Saint-Sulpice-Izon                                                                 | Saint-Sulpice-Izon                                                       |
| Haltepunkt / Haltestelle | 565,0                | Saint-Loubès                                                                       | Saint-Loubès                                                             |
| Kreuzung geradeaus oben und links | 568,8                | Bahnstrecke Chartres–Bordeaux von Saintes                                          | Bahnstrecke Chartres–Bordeaux von Saintes                                |
| Abzweig geradeaus und von rechts | 570,1                | LGV Sud Europe Atlantique von Paris                                                | LGV Sud Europe Atlantique von Paris                                      |
| Haltepunkt / Haltestelle | 570,5                | La Gorp                                                                            | La Gorp                                                                  |
| Abzweig geradeaus, nach rechts und von rechts |                      | Bahnstrecke Bassens–Le Bec-d'Ambès zum Hafen Bordeaux                              | Bahnstrecke Bassens–Le Bec-d'Ambès zum Hafen Bordeaux                    |
| Haltepunkt / Haltestelle | 574,6                | Bassens                                                                            | Bassens                                                                  |
| Abzweig geradeaus und von links | 579,6                | Bahnstrecke Chartres–Bordeaux                                                      | Bahnstrecke Chartres–Bordeaux                                            |
| Haltepunkt / Haltestelle | 580,0                | Cenon                                                                              | Cenon                                                                    |
| Brücke über Wasserlauf | 583,1                | Garonne                                                                            | Garonne                                                                  |
| Bahnhof | 583,8                | Bordeaux-Saint-Jean                                                                | Bordeaux-Saint-Jean                                                      |
| |                      |                                                                                    |                                                                          |
| |                      | Bahnstrecke Bordeaux–Sète nach Toulouse und Bahnstrecke Bordeaux–Irun nach Bayonne |                                                                          |

Die Bahnstrecke Paris–Bordeaux verbindet seit 1853 auf 584 Kilometern die Hauptstadt mit der südwestfranzösischen Hafenstadt über Orléans und Tours. Sie war die wichtigste Stammstrecke der Compagnie du chemin de fer de Paris à Orléans.
Die Strecke beginnt im Bahnhof Paris-Austerlitz und gehört zu den wichtigsten des Landes. Sie wurde bereits zwischen 1925 und 1938 elektrifiziert, der Abschnitt Paris–Étampes ist seit 1910 viergleisig. Heute kann sie weitgehend mit Geschwindigkeiten von 200 km/h, abschnittsweise sogar bis zu 220 km/h befahren werden.
Die TGV nutzen zwischen Paris und Tours die Hochgeschwindigkeitsstrecke LGV Atlantique vom Bahnhof Montparnasse, was zur deutlichen Verringerung der Passagierzahlen am Bahnhof Austerlitz führte.
Die Kapazität des Abschnitts zwischen Tours und Bordeaux war bis zur Eröffnung der Hochgeschwindigkeitsstrecke Süd-West im Jahre 2017 durch die Nutzung der Strecke durch Zugtypen unterschiedlicher Geschwindigkeit ausgeschöpft. Die Situation hat sich mit der Inbetriebnahme der LGV Sud Europe Atlantique Mitte 2017 tatsächlich stark verbessert. Zudem hat sich die Fahrzeit zwischen Paris und Bordeaux über die LGV Atlantique und die LGV Sud Europe Atlantique um 70 Minuten auf 2:04 Stunden verringert, auch wenn an beiden Streckenenden noch wenige Kilometer der ursprünglichen Strecke mitbenutzt werden müssen. Die Strecke ist mit dem Sicherungssystem Block Automatique Lumineux ausgestattet.
Eine Besonderheit bilden zwei Kopfbahnhöfe, Bahnhof Orléans und Tours, die nicht von allen Zügen des Fernverkehrs angefahren werden. Vor allem die Fernzüge Paris–Bordeaux halten in den Vororten Aubrais-Orléans und Saint-Pierre-des-Corps (Tours).
Die Strecke wird von verschiedenen Zugtypen befahren:
- TGV mit Zwischenhalten auf den Zubringern zur LGV Atlantique und zur LGV Sud Europe Atlantique
- Intercités in Richtung Toulouse und in das Massif Central bis nach Les Aubrais,
- TER der verschiedenen Regionen (TER Centre-Val de Loire, TER Nouvelle-Aquitaine)
- RER C bis nach Étampes
- RER Bordeaux, Vorlaufbetrieb: ab Libourne nach Arcachon, geplant dazwischen auch nach Lesparre (–Pointe de Grave)

## Streckenverlauf

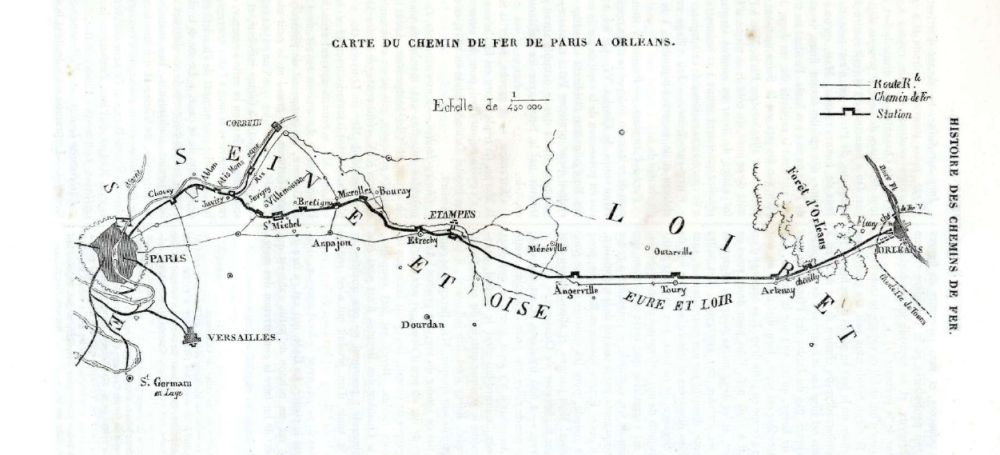
Karte de Strecke Paris–Orleans (1843)

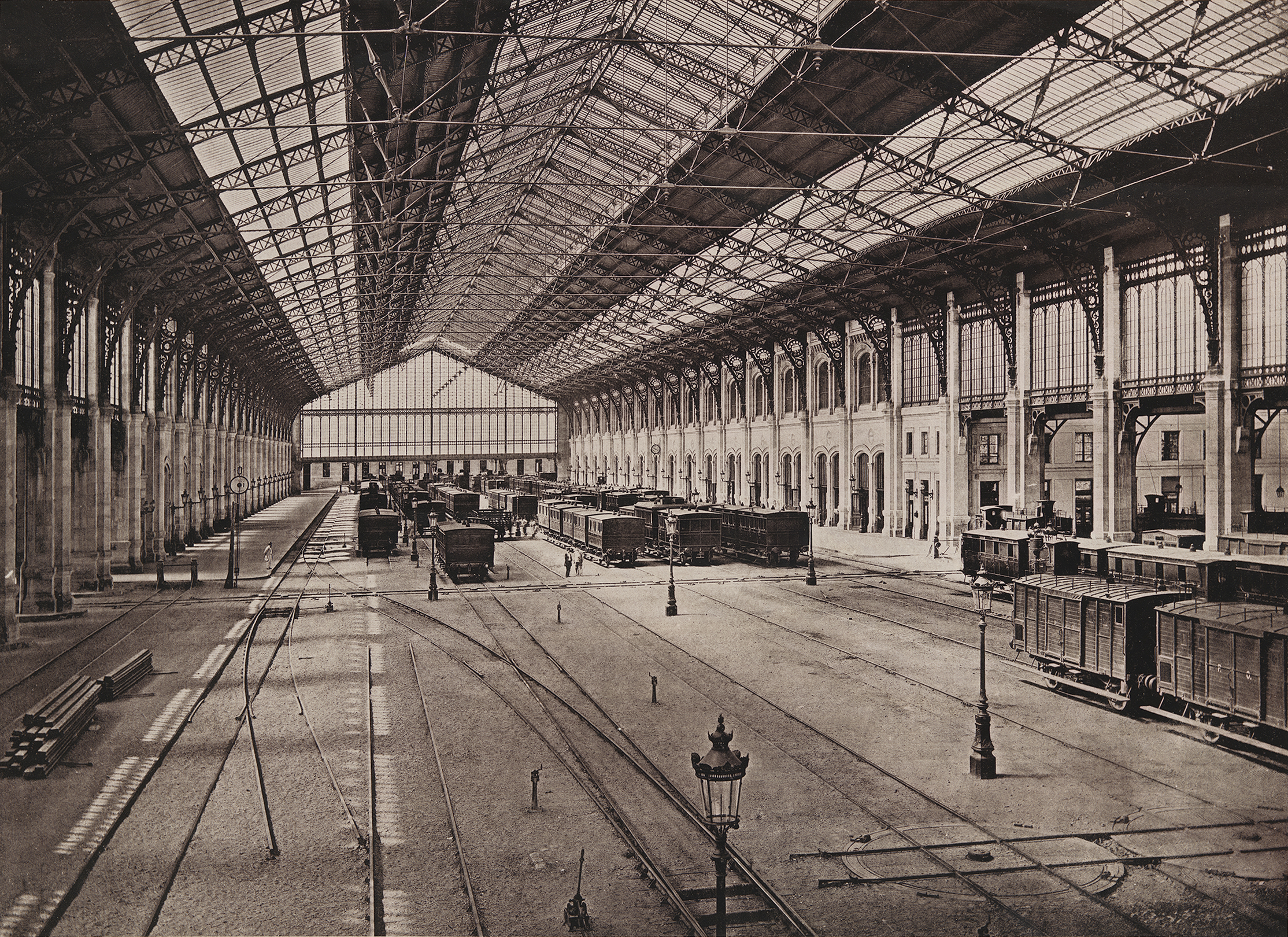
Halle des Bahnhofs Paris-Austerlitz (1883)

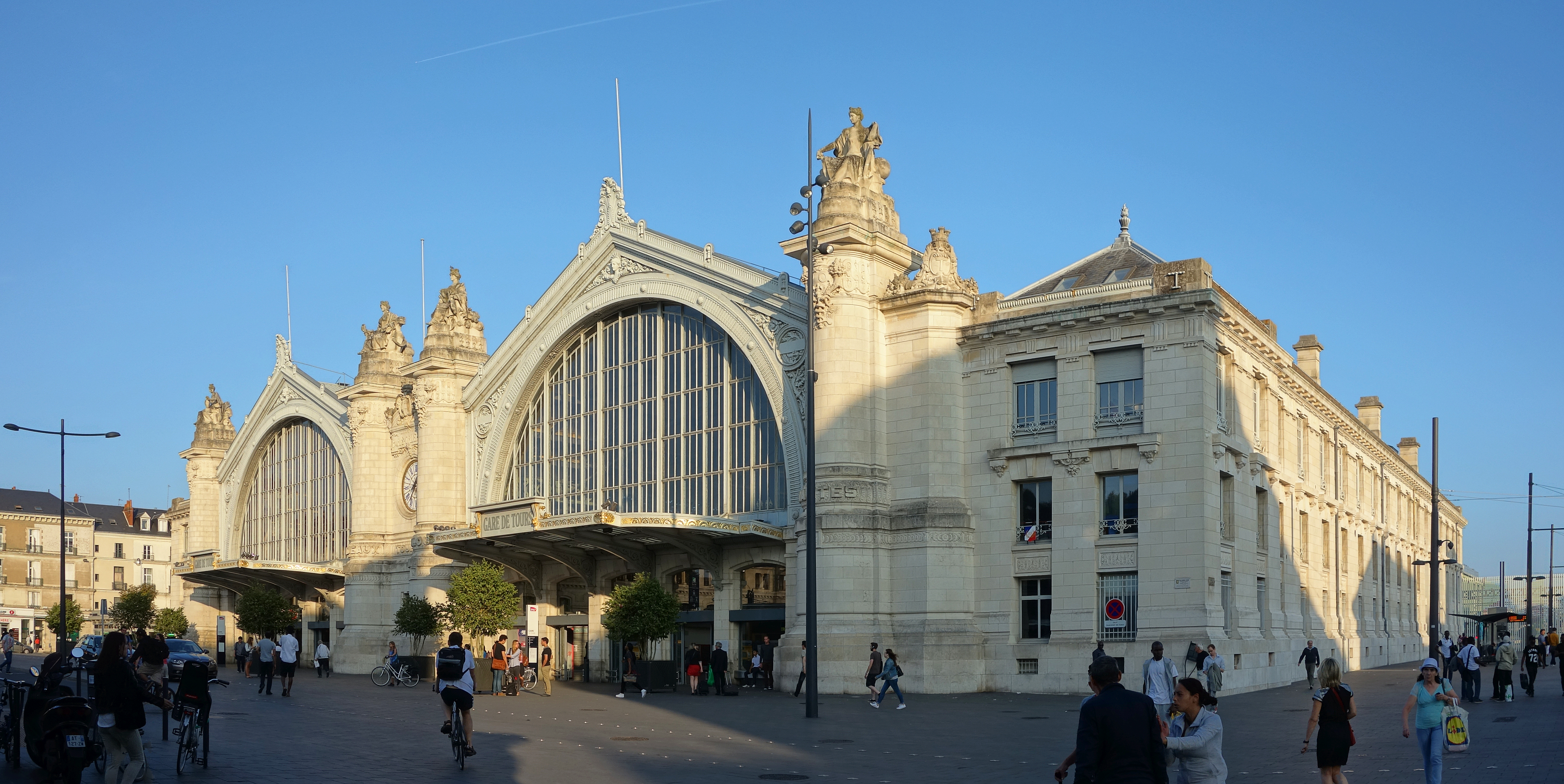
Empfangsgebäude des Bahnhofs Tours

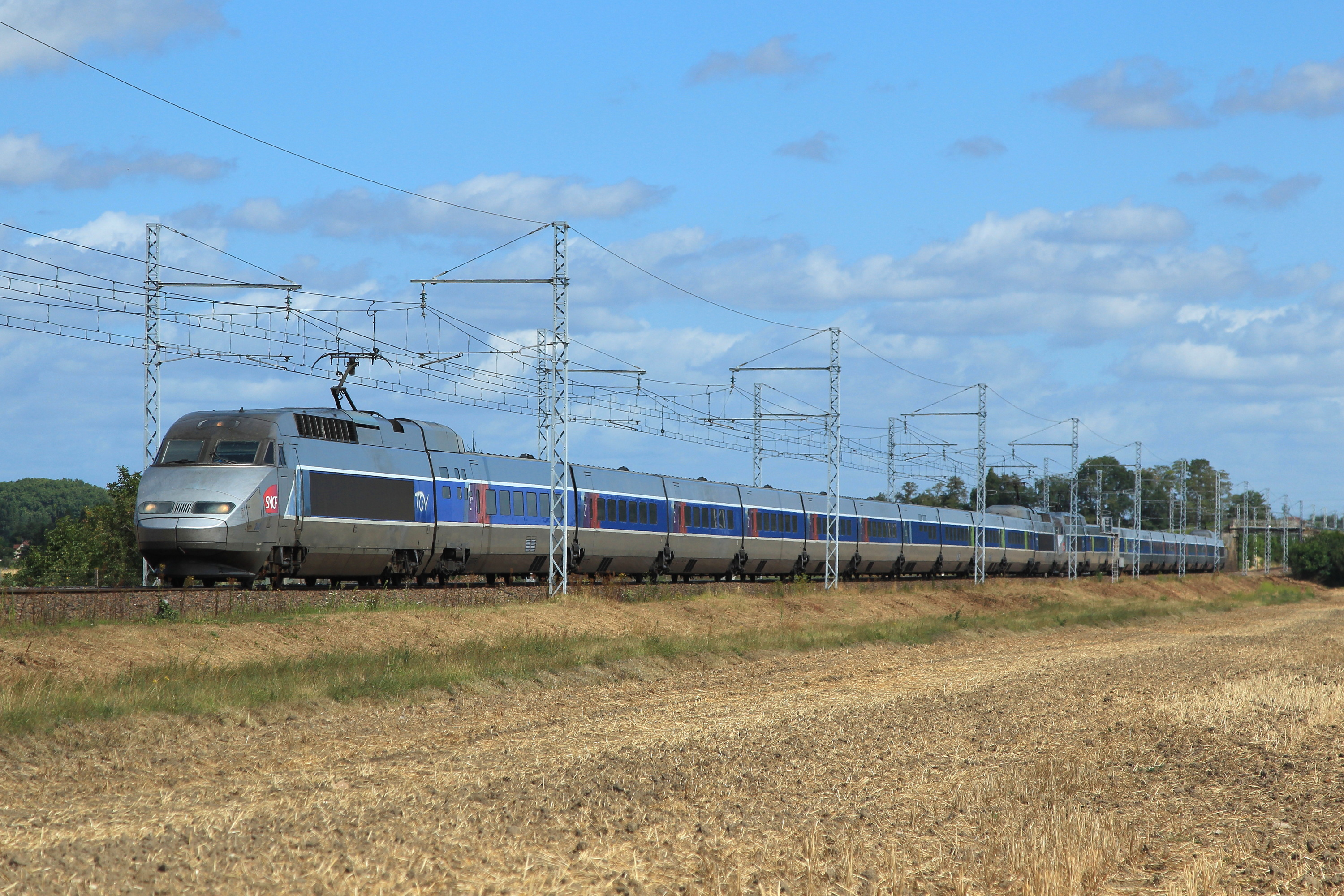
TGV Atlantique bei Dangé-Saint-Romain

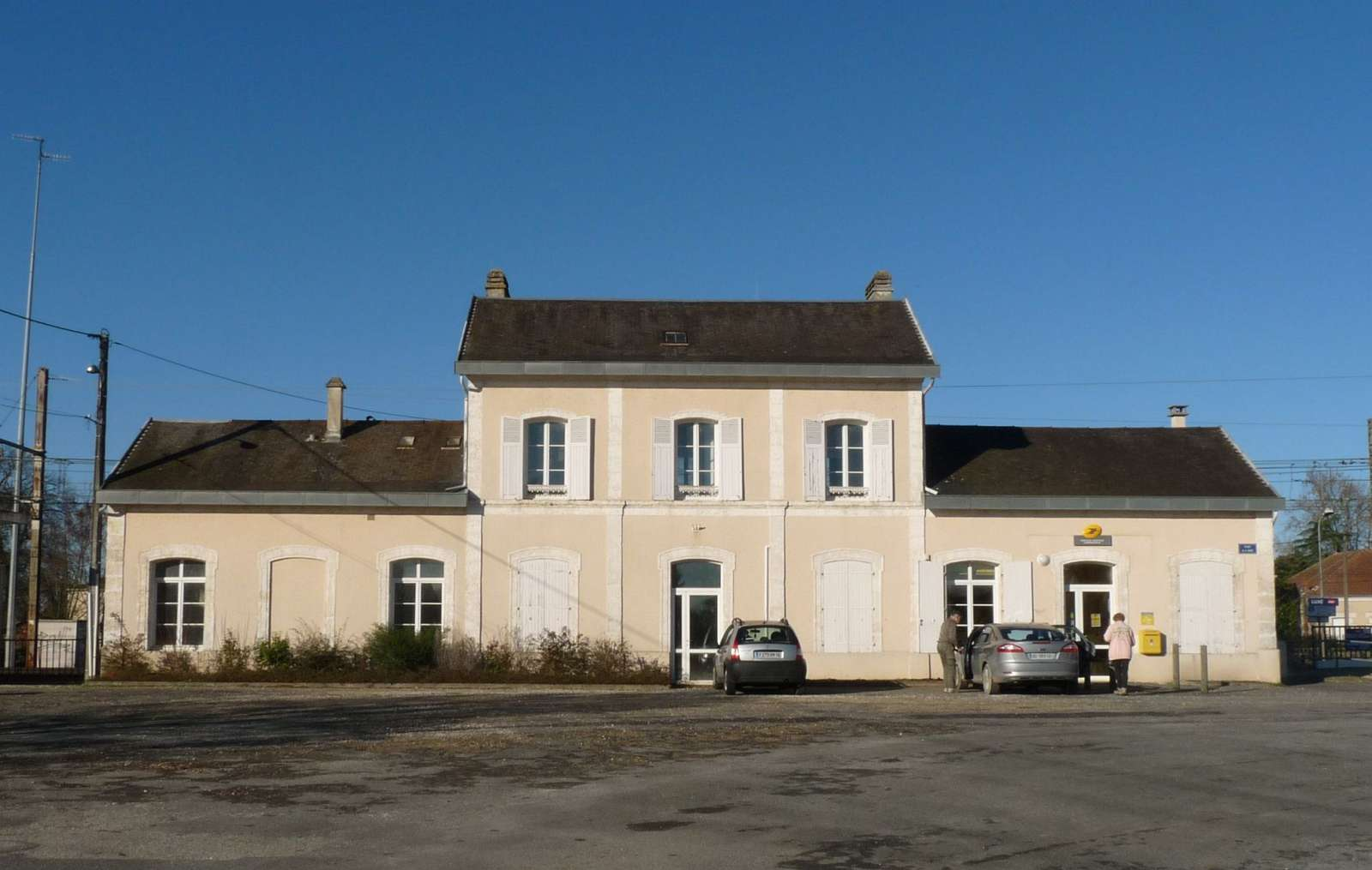
Bahnhof Luxé

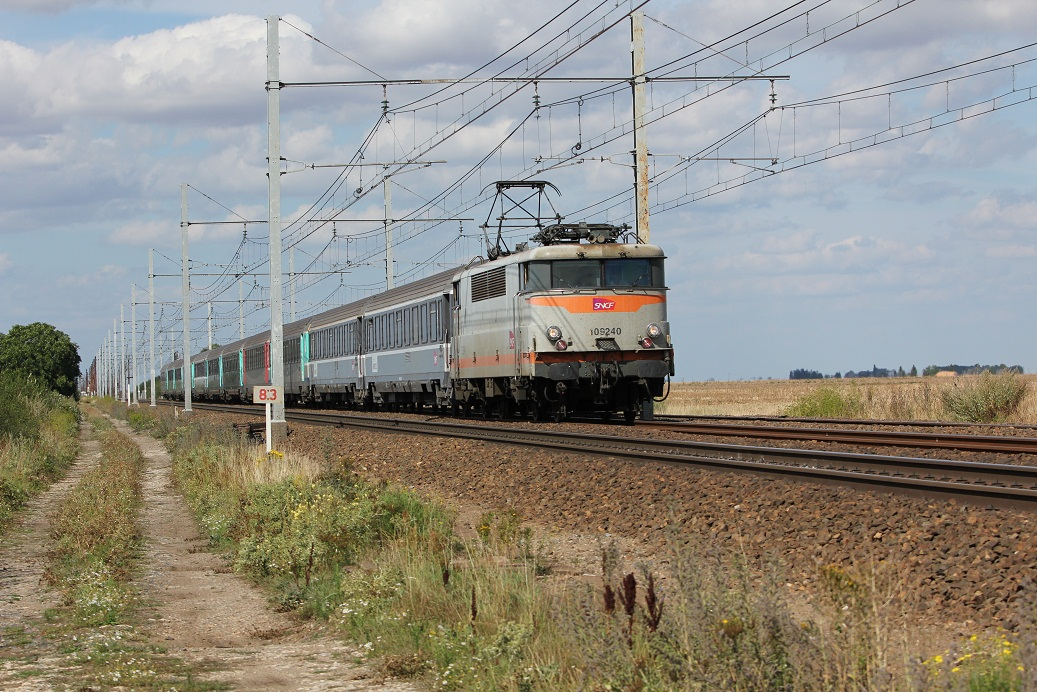
Gleichstromlokomotive der Baureihe BB 9200 auf der Strecke bei Bordeaux

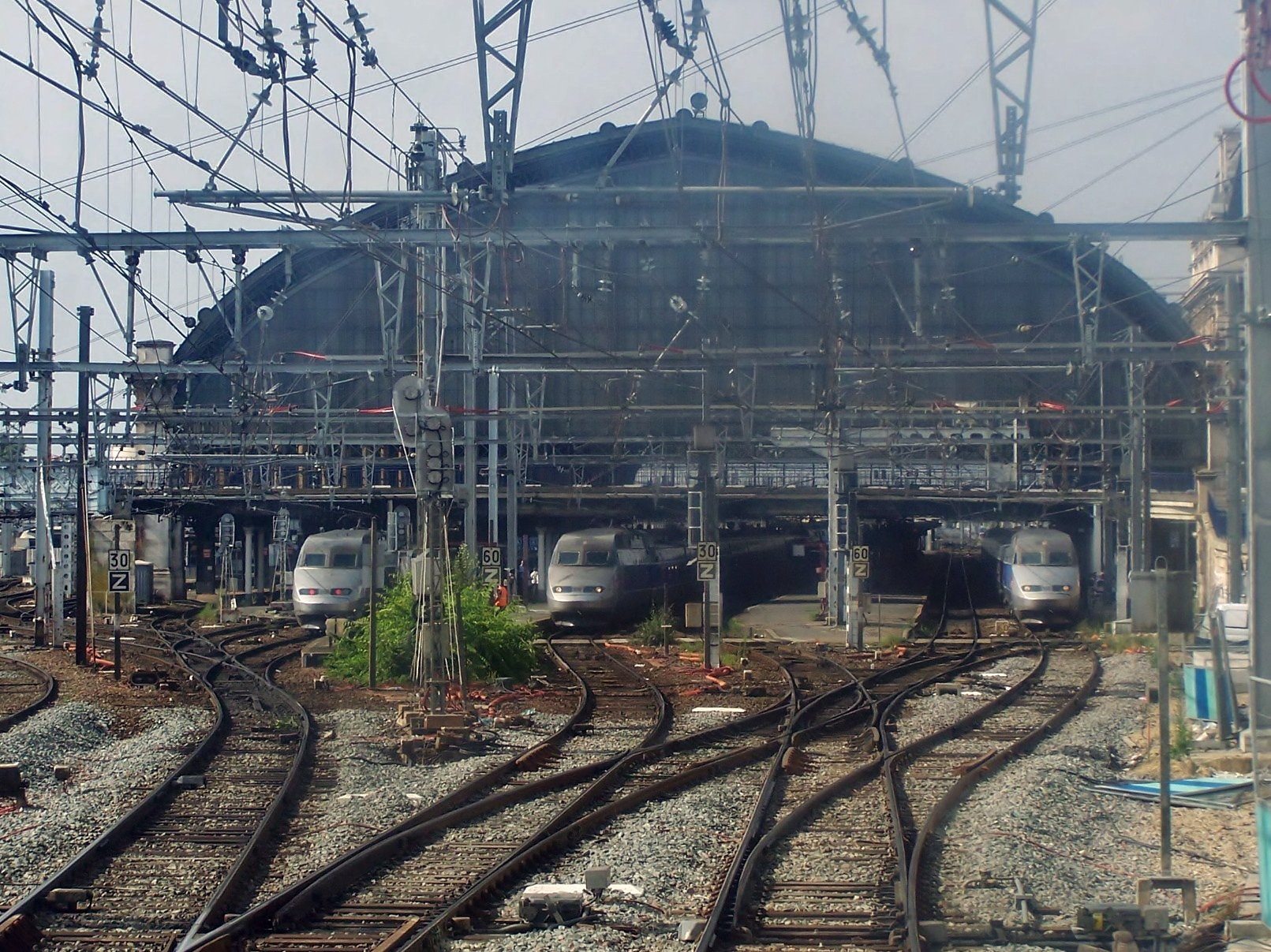
Bahnhof Bordeaux-Saint-Jean

### Paris – Orléans
Die Strecke beginnt im 13. Arrondissement von Paris im Gare d’Austerlitz, der dem Gare de Lyon am gegenüberliegenden (nördlichen) Ufer der Seine benachbart ist. Sie verläuft dann etwa zwanzig Kilometer entlang der Seine linksufrig in einem stark urbanisierten Gebiet, das von zahlreichen Industrieanlagen geprägt ist. Südlich des Bahnhofs Choisy-le-Roi überquert die Strecke die sogenannte Ligne de la grande ceinture de Paris und erreicht den Bahnhof Juvisy, bis 1986 einer der größten Rangierbahnhöfe Frankreichs.
Nach Juvisy verlässt die Trassierung das Seinetal und steigt das Tal der Orge hinauf bis zum Bahnhof Brétigny, von wo aus ins Tal der Juine gewechselt wird, an dessen westlicher Talflanke bis Étampes gelangt wird. Von hier aus steigt die Strecke im trockengefallenen Vallée de Bois Renaud die neun Kilometer lange Guillerval-Rampe an (davon sechs Kilometer mit 8‰), die den Zugverkehr auf dieser Strecke vor der Elektrifizierung behinderte. Die Strecke überquert dann auf etwa fünfzig Kilometern sehr geradlinig angelegt das hier flache Relief der Beauce entlang der Nationalstraße 20 – und auf 18 Kilometern die Teststrecke des Aerotrains bis in den Orléanser Vorort Fleury-les-Aubrais.

### Orléans – Tours
Die Bahnstrecke wendet sich südwestwärts im Orléanser Vorort Fleury-les-Aubrais, der samt seinem Knotenbahnhof am Westrand des riesigen Forêt d'Orléans unmittelbar nördlich der Loireniederung liegt. Sehr geradlinig geht es dann stets nördlich der Loire mehr oder weniger nah an der Hangkante der Beauce zum eigentlichen Talgrund nach Blois, wo auf den Talgrund an der Talflanke abgestiegen wird. Hernach wird in derselben Trassierungsmodalität Montlouis-sur-Loire erreicht und dort nicht nur die Loire überbrückt, sondern auch auf die Landzunge zwischen Cher und Loire gewechselt, die Verknüpfung mit der LGV Atlantique bzw. der LGV Sud-Est hergestellt und in den Knotenbahnhof Saint-Pierre-des-Corps eingefahren. Von hier aus ist einerseits der Kopfbahnhof von Tours erreichbar, andererseits kann dieser auch gleich südwärts über den Cher nördlich liegengelassen werden. Die Strecke ist nahezu auf ihrer gesamten Länge – bis auf eine kurze Passage bei Blois und an den Enden – mit bis zu 200 km/h Höchstgeschwindigkeit befahrbar.

### Tours – Angoulême
Tours wird südwärts verlassen und sehr geradlinig vom Loiretal über das Tal der Indre (Viaduc de Monts) hinweg in das Tal der Vienne bei Maillé (Indre-et-Loire) übergesetzt. Rechtsufrig gelangt die Trasse nach Châtellerault, aus dem heraus über die Vienne ins Tal des Clain (westlicher Talboden) gewechselt wird. Ist Poitiers erreicht, nutzt dessen Bahnhof einen Seitengraben westlich der Altstadt, um dann wieder ins Claintal bis Voulon zurückzukehren. Danach verlässt die Bahnstrecke die Talniederung und nähert sich wiederum in sehr geradlinigem Verlauf von Norden dem mäandrierenden Tal der Charente, das es im westlichen Hinterland bis Ruffec begleitet. Von hier aus überfährt es eine kleine Anhöhe zu einer langen Seitenfurche der Charente, welcher sie südwärts bis ins eigentliche Haupttal bei Luxé folgt. Anschließend wird das Charentetal in sein östliches Hinterland gequert und mehrere Flussschlingen über Seitengräben bis Vars, von dort aus in selber Manier bis Angoulême abgekürzt, wo nochmals der Bahnhof im Haupttal erbaut wurde.

### Angoulême – Libourne
Die Altstadt von Angoulême wird im gleichnamigen Tunnel unterfahren, von den östlichen Höhenzügen – letzten westlichen Ausläufern des Zentralmassivs – herabziehende Gewässer südwärts gekreuzt und schließlich ins Tal der Boème südostwärts eingeschwenkt, um den Aufstieg zum nun folgenden Kunstbau zu bewältigen. Im Tunnel de Livernant mit knapp 1,5 km Länge wird ein Westausläufer des Zentralmassivs und damit die Wasserscheide zwischen Garonne und Charente durchbohrt. Dann tritt die Bahnstrecke in die Gewässerfurche der Tude ein, die bei Parcoul in die Dronne und diese wiederum bei Coutras in die Isle mündet. Nahezu im gesamten Verlauf nach dem Abstieg von der Tunnelschulter in sich ständig südwärts weitenden, flachen Talböden ist daher 220 km/h Höchstgeschwindigkeit möglich. Westlich von Libourne mündet die Isle schließlich in die Dordogne.

### Libourne – Bordeaux
In Libourne wird die Dordogne südwärts überbrückt und ihrer Niederung bis Ambarès-et-Lagrave gefolgt, wo Verknüpfungen mit der LGV Sud Europe Atlantique sowie der Bahnstrecke Chartres–Bordeaux hergestellt wurden. Im Terrainzwickel zwischen Dordogne und Garonne wendet sich die Trasse nun gegen Süden ans rechte Garonneufer und gelangt über Bassens (Gironde) und Cenon, wo auch die LGV endgültig einfädelt, zur Garonnebrücke und unmittelbar dahinter in den Bahnhof Bordeaux-Saint-Jean.